# Азатлык

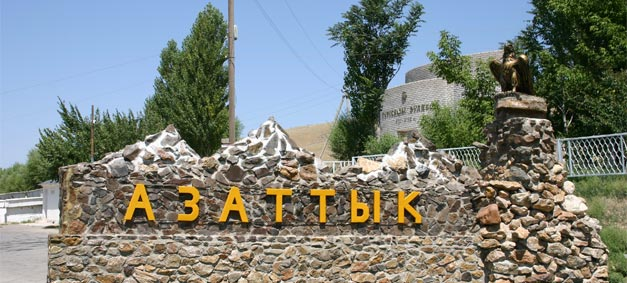
Надпись на въезде

Азаттык (каз. Азаттық) — село в Тюлькубасском районе Туркестанской области Казахстана. Административный центр Рыскуловского сельского округа. Код КАТО — 516057100.

## Население
В 1999 году население села составляло 3283 человека (1636 мужчин и 1647 женщин). По данным переписи 2009 года, в селе проживало 3916 человек (1963 мужчины и 1953 женщины).